# والي دون
والي دون (بالإنجليزية: Wally Don)‏ هو لاعب كرة قدم أسترالية أسترالي، ولد في 25 سبتمبر 1891 في شيبارتون في أستراليا، وتوفي في 1 يونيو 1957 في Burwood, Victoria ‏ في أستراليا.

## وصلات خارجية
- والي دون على موقع AustralianFootball.com (الإنجليزية)
- والي دون على موقع AFLtables.com (الإنجليزية)